# Art Sullivan
Art Sullivan (geboren als Marc Liénart van Lidth de Jeude, Brussel, 22 november 1950 – 27 december 2019) was een Belgische zanger.

## Levensloop
Art Sullivan was de zoon van jonkvrouw Marie-José d'Udekem d'Acoz (1919-2004) en Josse Liénart, later door adoptie: Liénart van Lidth de Jeude (1922). Hij had twee broers.
Hij was vooral succesvol in de periode 1972-1978 en verkocht toen meer dan tien miljoen albums en singles. Hij kende vooral succes in Frankrijk, Canada, Portugal en Duitsland.
Tot zijn grootste hits behoren Ensemble (1972), Adieu, Sois Heureuse (1973), Jenny (Lady) (1975), Et si tu pars als Art Sullivan & Kiki met zangeres/fotomodel Kiki van Oostindië (1977) en Douce comme l'amour (1979). Van zijn eerste grote hit Ensemble werden in Frankrijk een half miljoen stuks verkocht. In 1978 stopte hij met tournees en richtte hij een productiehuis op dat televisieseries maakte. Nadien verschenen er regelmatig verzamelalbums van de zanger.
In 2000 bracht hij Ode à Mathilde uit, een nummer opgedragen aan Mathilde d'Udekem d'Acoz, met wie hij (langs moederszijde) een gemeenschappelijke betovergrootvader deelt, Albert d'Udekem d'Acoz (1828-1900).
In 2006 bracht hij, voor het eerst sinds 1978, een nieuw album uit met als titel Tout est dans tout. Hij overleed eind 2019 aan pancreaskanker.

## Discografie
Hieronder volgt de discografie. Art Sullivan bracht negen albums uit.

### Singles
1972
- Ensemble
- Revoir
- Adieu, sois hereuse

1973
- Petite fille aux yeux bleus
- Une larme d'amour

1974
- Donne, donne-moi
- Muy Juntos

1975
- Un ocean de caresses
- Viens prés de moi
- Jenny (lady)

1976
- Vivre d'amour, besoin d'amour
- Sur le bord d'une vie

1977
- Et si tu pars (als Art Sullivan & Kiki)
- C'est la vie, c'est jolie
- Leana
- Monsieur Tu, madame Vous

1978
- Fan Fan Fan (met Cash)
- Qu'il me revienne
- Dame, dame, dámelo
- Tu Minha Mãe

1979
- L'amour à la française (als Art Sullivan & Kiki)
- Tu le sais
- Douce comme l'amour
- L`amour á la française (met Fernanda de Sousa)

1981
- T'en aller

1985
- Les temps qui passe

1987
- Si tu veux
- Parle moi de toi

2000
- Ode à Mathilde

2002
- Pré-verre

### Albums
- Art Sullivan (1972)
- Petite demoiselle (1975)
- Art em Portugal (1976)
- Et si tu pars (1977, als Art Sullivan & Kiki)
- Sur le bord d'une vie (1977)
- Tendresse (1979)
- Art Sullivan (1980)
- Le citoyen numéroté (2000)
- T'arrête pas (2004)